# Rose Chronicles
Rose Chronicles war eine Gitarren-Pop-Band aus Vancouver, die im Mai 1992 gegründet wurde. Ihr musikalischer Stil verband Elemente aus Shoegazing und Alternative Rock.

## Bandgeschichte
Alle vier Mitglieder lernten sich über Zeitungsannoncen kennen und bekamen bereits nach wenigen Auftritten Angebote diverser Plattenfirmen. 1993 debütierten Rose Chronicles mit der EP „Dead and Gone to Heaven“ und schafften es mit dem darauf enthaltenen Stück Awaiting Eternity auf Platz #1 der College-Radio-Charts. Das erste Album „Shiver“ folgte 1994 und gewann ein Jahr später den Juno Award der CARAS für das beste Alternative-Album des Jahres 1995.
Während der Aufnahmen zum Nachfolgewerk „Happily Ever After“ verließen Judd Cochrane und Steve van der Woerd die Band aufgrund interner Differenzen und den Unstimmigkeiten zwischen ihnen und der Plattenfirma Nettwerk Productions. Um die Albumarbeiten beenden zu können, suchten Kristy Thirsk und Richard Maranda zwei neue Mitstreiter und fanden sie kurzfristig in Trevor Grant (Schlagzeug) und Howard Redekopp (Bass). 
Als „Happily Ever After“ nach einigen Verzögerungen im Jahre 1996 auf den Markt kam, hatten Kristy und Richard die Band bereits aufgelöst, ein Umstand, den das Label Nettwerk Productions bis zum Tag der Veröffentlichung allerdings verschwieg.
Kristy Thirsk begann anschließend eine Karriere als Solo-Künstlerin. Sie arbeitete unter anderem mit Delerium zusammen, einem Seitenprojekt der kanadischen Elektronik-Formation Front Line Assembly.

## Veröffentlichungen

### Alben & Singles
- 1993: Dead And Gone To Heaven (12")
- 1993: Dead And Gone To Heaven (CDM)
- 1994: Glide (Free Above) (CDM)
- 1994: Shiver (CD)
- 1996: Happily Ever After (MC, 4-Track Advance-Tape)
- 1996: Happily Ever After (CD)
- 1996: Voice in Jail (CDS, 1-Track Promo)

### Exklusiv-Tracks
- 1994: Old Man (Neil-Young-Cover auf der Compilation „Borrowed Tunes: A Tribute to Neil Young“, 2xCD)
- 1995: Heaven Tide (Demo Version) (auf der Compilation „Decadence: 10 Years of Nettwerk“, 5xCD-Box)